# Brescia Calcio 2019-2020
Questa voce raccoglie le informazioni riguardanti il Brescia Calcio nelle competizioni ufficiali della stagione 2019-2020.

## Stagione
Il Brescia disputa la 23ª stagione della propria storia in Serie A. La squadra inizia la preparazione estiva il 14 luglio a Darfo Boario Terme. La rosa del Brescia non viene particolarmente modificata rispetto l'annata della promozione e Tonali resta in rosa. Tra gli acquisti spiccano il portiere Joronen e la punta Mario Balotelli. 
In Coppa Italia, la squadra viene eliminata alla prima uscita (terzo turno) dal Perugia.
Il Brescia apre la stagione con una vittoria in casa del Cagliari grazie a Alfredo Donnarumma che trasforma un rigore dopo due reti annullate, a quest'ultimo e a Dimitri Bisoli. Nonostante un inizio abbastanza buono (6 punti nelle prime 4 partite), i limiti del Brescia sono evidenti, e dopo la sconfitta con il Verona all'11ª giornata, Corini viene sollevato dall'incarico e la squadra viene affidata a Fabio Grosso. Tuttavia dopo la 14ª giornata, Corini viene richiamato a seguito delle tre sconfitte consecutive rimediate da Grosso nella sua breve gestione con ben 10 gol subiti. Corini porta avanti una serie di due vittorie negli scontri diretti con SPAL e Lecce ma il Brescia non riesce più a vincere e chiude il girone d'andata al penultimo posto con 14 punti, seppure vicino alla salvezza. 
Dopo la sconfitta con il Bologna della 22ª giornata, Corini viene nuovamente esonerato e al suo posto viene ingaggiato Diego López, il quale esordirà con un pareggio per 1-1 con l'Udinese con le Rondinelle recuperate al 93'. Dopo la 26ª giornata, giocata a Reggio Emilia a porte chiuse, il CONI decreta la sospensione di tutti i tornei in corso per qualunque sport, a causa della pandemia di COVID-19. Il Brescia torna in campo per la 27ª giornata il 22 giugno 2020 a Firenze. La squadra, rientrata dalla sospensione di tutti i tornei in corso, non riesce a recuperare Genoa e Lecce nonostante la vittoria col Verona e pareggiando nello scontro diretto con il Grifone che termina per 2-2. Alla 34ª giornata il Brescia gioca al Rigamonti con la SPAL e in caso di vittoria potrebbe continuare a sperare nella salvezza. I ferraresi si portano avanti con Dabo ma una doppietta di Zmrhal con il 2-1 finale al 93' ribalta il risultato e il Brescia continua a sperare; tuttavia la squadra retrocede matematicamente in serie B alla 35ª giornata, con tre turni d'anticipo sulla fine del torneo, dopo la sconfitta nello scontro diretto contro il Lecce e in occasione della contemporanea vittoria del Genoa, chiudendo poi il campionato al penultimo posto con 25 punti in 38 partite, frutto di 6 vittorie, 7 pareggi e 25 sconfitte.

## Divise e sponsor
Lo sponsor tecnico per la stagione 2019-2020 è Kappa, mentre gli sponsor ufficiali sono UBI Banca e OMR.
| Casa | Trasferta | Terza divisa |

## Organigramma societario
Area direttiva
- Presidente: Massimo Cellino
- Consiglieri: Edoardo Cellino, Giampiero Rampinelli Rota, Aldo Ghirardi, Nicolò Pio Barattieri Di San Pietro, Daniel Arty
- Direttore generale: Andrea Cardinaletti (1ª-29ª), Luigi Micheli (29ª-38ª)
- Direttore sportivo: Stefano Cordone

Area organizzativa
- Team manager: Edoardo Piovani

Area tecnica
- Direttore sportivo: Giorgio Perinetti[13] (37ª-38ª)
- Allenatore: Eugenio Corini (1ª-11ª, 15ª-22ª), Fabio Grosso (12ª-14ª), Diego López (23ª-38ª)
- Allenatore in seconda: Salvatore Lanna (1ª-11ª, 15ª-22ª), Stefano Morrone (12ª-14ª), Michele Fini (23ª-38ª)
- Preparatore atletico: Salvatore Sciuto (1ª-11ª, 15ª-22ª), Stefano Cellio (12ª-14ª), Francesco Bertini (23ª-38ª)
- Preparatore dei portieri: Alessandro Vitrani (1ª-11ª, 15ª-38ª), Michele Arcari (12ª-14ª)

Area sanitaria
- Responsabile: Maurizio De Gasperi
- Medico sociale: Piergiuseppe Belotti
- Massaggiatori: Francesco Todde, Gabriele Crescini, Michele Buffoli

## Rosa
| N. |                       | Ruolo | Calciatore                     |
| -- | --------------------- | ----- | ------------------------------ |
| 1  | Finlandia (bandiera)  | P     | Jesse Joronen                  |
| 2  | Italia (bandiera)     | D     | Stefano Sabelli                |
| 3  | Rep. Ceca (bandiera)  | D     | Aleš Matějů                    |
| 4  | Italia (bandiera)     | C     | Sandro Tonali                  |
| 5  | Italia (bandiera)     | D     | Daniele Gastaldello (capitano) |
| 6  | Albania (bandiera)    | C     | Emanuele Ndoj                  |
| 7  | Slovacchia (bandiera) | A     | Nikolas Špalek                 |
| 8  | Rep. Ceca (bandiera)  | C     | Jaromír Zmrhal                 |
| 9  | Italia (bandiera)     | A     | Alfredo Donnarumma             |
| 11 | Italia (bandiera)     | A     | Ernesto Torregrossa            |
| 12 | Italia (bandiera)     | P     | Lorenzo Andrenacci             |
| 14 | Venezuela (bandiera)  | D     | Jhon Chancellor                |
| 15 | Italia (bandiera)     | D     | Andrea Cistana                 |
| 16 | Brasile (bandiera)    | D     | Felipe Curcio                  |
| 16 | Italia (bandiera)     | C     | Andrea Ghezzi                  |
| 18 | Francia (bandiera)    | A     | Florian Ayé                    |

| N. |                      | Ruolo | Calciatore              |
| -- | -------------------- | ----- | ----------------------- |
| 19 | Italia (bandiera)    | D     | Massimiliano Mangraviti |
| 20 | Italia (bandiera)    | D     | Giangiacomo Magnani     |
| 21 | Italia (bandiera)    | A     | Alessandro Matri        |
| 22 | Italia (bandiera)    | P     | Enrico Alfonso          |
| 23 | Italia (bandiera)    | A     | Leonardo Morosini       |
| 23 | Finlandia (bandiera) | C     | Simon Skrabb            |
| 24 | Italia (bandiera)    | C     | Mattia Viviani          |
| 25 | Italia (bandiera)    | C     | Dimitri Bisoli          |
| 26 | Italia (bandiera)    | D     | Bruno Martella          |
| 27 | Italia (bandiera)    | C     | Daniele Dessena         |
| 28 | Italia (bandiera)    | C     | Rômulo                  |
| 29 | Italia (bandiera)    | D     | Alessandro Semprini     |
| 31 | Islanda (bandiera)   | C     | Birkir Bjarnason        |
| 32 | Italia (bandiera)    | C     | Luca Tremolada          |
| 32 | Italia (bandiera)    | D     | Andrea Papetti          |
| 45 | Italia (bandiera)    | A     | Mario Balotelli         |

## Calciomercato

### Sessione estiva(dal 01/07 al 31/08)
| Acquisti | Acquisti                | Acquisti       | Acquisti      |
| R.       | Nome                    | da             | Modalità      |
| -------- | ----------------------- | -------------- | ------------- |
| P        | Jesse Joronen           | Copenaghen     | definitivo    |
| D        | Giangiacomo Magnani     | Sassuolo       | prestito      |
| D        | Aleš Matějů             | Brighton       | riscatto      |
| D        | Massimiliano Mangraviti | Gozzano        | fine prestito |
| D        | Bruno Martella          | Crotone        | riscatto      |
| D        | Jhon Chancellor         | Al-Ahli Doha   | definitivo    |
| C        | Rômulo                  | Genoa          | prestito      |
| C        | Jaromír Zmrhal          | Slavia Praga   | definitivo    |
| A        | Florian Ayé             | Clermont Foot  | definitivo    |
| A        | Mario Balotelli         |                | svincolato    |
| A        | Alessandro Matri        | Sassuolo       | prestito      |
| A        | Luca Miracoli           | Sicula Leonzio | fine prestito |

| Cessioni | Cessioni              | Cessioni      | Cessioni      |
| R.       | Nome                  | a             | Modalità      |
| -------- | --------------------- | ------------- | ------------- |
| D        | Simone Romagnoli      | Empoli        | fine prestito |
| D        | Edoardo Lancini       | -             | svincolato    |
| D        | Biagio Meccariello    | Lecce         | definitivo    |
| C        | Alessandro Martinelli | -             | svincolato    |
| C        | Jacopo Dall'Oglio     | -             | svincolato    |
| A        | Alejandro Rodríguez   | Chievo        | fine prestito |
| A        | Matteo Cortesi        | Giana Erminio | prestito      |
| A        | Luca Miracoli         | Como          | definitivo    |

### Sessione invernale(dal 02/01 al 31/01)
| Acquisti | Acquisti         | Acquisti       | Acquisti   |
| R.       | Nome             | da             | Modalità   |
| -------- | ---------------- | -------------- | ---------- |
| C        | Simon Skrabb     | IFK Norrköping | definitivo |
| C        | Birkir Bjarnason | Al-Arabi       | definitivo |

| Cessioni | Cessioni            | Cessioni | Cessioni                |
| R.       | Nome                | a        | Modalità                |
| -------- | ------------------- | -------- | ----------------------- |
| D        | Felipe Curcio       | -        | rescissione consensuale |
| A        | Leonardo Morosini   | Ascoli   | prestito                |
| C        | Luca Tremolada      | -        | rescissione consensuale |
| A        | Alessandro Matri    | Sassuolo | fine prestito           |
| D        | Giangiacomo Magnani | Sassuolo | fine prestito           |

### Operazioni esterne alle sessioni
A causa della straordinarietà originata dalla emergenza COVID-19, la quale ha spostato le ultime giornate di campionato ad una data successiva al naturale termine della stagione sportiva, la FIGC è intervenuta per dettare le linee guida sui legami in scadenza il 30 giugno 2020, stabilendo che l’estensione al 31 agosto 2020 della durata del tesseramento a titolo temporaneo della stagione 2019-2020 deve essere pattuita fra le parti mediante sottoscrizione di apposito modulo federale con una trattativa privata.
| Cessioni | Cessioni | Cessioni | Cessioni      |
| R.       | Nome     | a        | Modalità      |
| -------- | -------- | -------- | ------------- |
| C        | Rômulo   | Genoa    | fine prestito |

## Risultati

### Serie A

#### Girone di andata
| Arbitro: | Abbattista (Molfetta) |

|  |           |                          |
|  | Marcatori | 54’ (rig.) A. Donnarumma |

| Arbitro: | Abisso (Palermo) |

|                |           |  |
| Çalhanoğlu 12’ | Marcatori |  |

| Arbitro: | Rocchi (Firenze) |

|                                    |           |                                                      |
| A. Donnarumma 10’, 19’ Cistana 42’ | Marcatori | 36’ Bani 56’ Palacio 60’ (aut.) Sabelli 80’ Orsolini |

| Arbitro: | Valeri (Roma 2) |

|  |           |            |
|  | Marcatori | 57’ Rômulo |

| Arbitro: | Pasqua (Tivoli) |

|                  |           |                                  |
| A. Donnarumma 4’ | Marcatori | 40’ (aut.) Chancellor 63’ Pjanić |

| Arbitro: | Manganiello (Pinerolo) |

|                           |           |               |
| Mertens 13’ Manōlas 45+4’ | Marcatori | 67’ Balotelli |

| Arbitro: | Di Bello (Brindisi) |

|  |           |                       |
|  | Marcatori | 25’ Traorè 71’ Caputo |

| Brescia 20 ottobre 2019, ore 21:00 CEST 8ª giornata | Brescia            | 0 – 0 referto | Fiorentina | Stadio Mario Rigamonti (circa 15 000 spett.)\| Arbitro: \| Calvarese (Teramo) \| |
| Arbitro:                                            | Calvarese (Teramo) |               |            |                                                                                  |

| Arbitro: | Abisso (Palermo) |

|                                   |           |            |
| Agudelo 66’ Kouamé 75’ Pandev 79’ | Marcatori | 34’ Tonali |

| Arbitro: | Fabbri (Ravenna) |

|                     |           |                        |
| Škriniar 76’ (aut.) | Marcatori | 23’ Lautaro 63’ Lukaku |

| Arbitro: | Mariani (Aprilia) |

|                         |           |               |
| Salcedo 50’ Pessina 82’ | Marcatori | 85’ Balotelli |

| Arbitro: | Guida (Torre Annunziata) |

|  |           |                                                  |
|  | Marcatori | 17’ (rig.) 26’ (rig.) Belotti 75’, 81’ Berenguer |

| Arbitro: | Di Bello (Brindisi) |

|                                    |           |  |
| Smalling 49’ Mancini 56’ Džeko 66’ | Marcatori |  |

| Arbitro: | Doveri (Roma 1) |

|  |           |                               |
|  | Marcatori | 24’, 64’ Pašalić 90+1’ Iličić |

| Arbitro: | Orsato (Schio) |

|  |           |               |
|  | Marcatori | 54’ Balotelli |

| Arbitro: | Irrati (Pistoia) |

|                                           |           |  |
| Chancellor 32’ Torregrossa 44’ Špalek 61’ | Marcatori |  |

| Arbitro: | Fourneau (Roma 1) |

|              |           |               |
| Grassi 90+2’ | Marcatori | 72’ Balotelli |

| Arbitro: | Manganiello (Pinerolo) |

|               |           |                            |
| Balotelli 18’ | Marcatori | 42’ (rig.), 90+1’ Immobile |

| Arbitro: | Calvarese (Teramo) |

|                                                                     |           |                |
| Linetty 34’ Jankto 45+3’ Quagliarella 69’ (rig.), 90+2’ Caprari 77’ | Marcatori | 12’ Chancellor |

#### Girone di ritorno
| Arbitro: | Giua (Olbia) |

|                      |           |                            |
| Torregrossa 27’, 49’ | Marcatori | 20’, 68’ (rig.) João Pedro |

| Arbitro: | Valeri (Roma 2) |

|  |           |           |
|  | Marcatori | 71’ Rebić |

| Arbitro: | Doveri (Roma 1) |

|                       |           |                        |
| Orsolini 43’ Bani 89’ | Marcatori | 36’ (rig.) Torregrossa |

| Arbitro: | Piccinini (Forlì) |

|            |           |               |
| Bisoli 81’ | Marcatori | 90+3’ de Paul |

| Arbitro: | Chiffi (Padova) |

|                         |           |  |
| Dybala 38’ Cuadrado 75’ | Marcatori |  |

| Arbitro: | Orsato (Schio) |

|                |           |                                       |
| Chancellor 26’ | Marcatori | 49’ (rig.) L. Insigne 54’ Fabián Ruiz |

| Arbitro: | Manganiello (Pinerolo) |

|                          |           |  |
| Caputo 45’, 61’ Boga 75’ | Marcatori |  |

| Arbitro: | La Penna (Roma 1) |

|                  |           |                          |
| Ge. Pezzella 29’ | Marcatori | 17’ (rig.) A. Donnarumma |

| Arbitro: | Irrati (Firenze) |

|                                |           |                                        |
| A. Donnarumma 10’ Semprini 13’ | Marcatori | 38’ (rig.) Falque 70’ (rig.) Pinamonti |

| Arbitro: | Manganiello (Pinerolo) |

|                                                                                     |           |  |
| Young 5’ Sánchez 20’ (rig.) D'Ambrosio 45’ Gagliardini 53’ Eriksen 83’ Candreva 88’ | Marcatori |  |

| Arbitro: | Piccinini (Forlì) |

|                                 |           |  |
| Papetti 52’ A. Donnarumma 90+6’ | Marcatori |  |

| Arbitro: | Doveri (Roma 1) |

|                                        |           |                 |
| Matějů 48’ (aut.) Belotti 58’ Zaza 86’ | Marcatori | 21’ Torregrossa |

| Arbitro: | Calvarese (Teramo) |

|  |           |                                      |
|  | Marcatori | 48’ F. Fazio 62’ Kalinić 74’ Zaniolo |

| Arbitro: | Manganiello (Pinerolo) |

|                                                                 |           |                           |
| Pašalić 2’, 55’, 58’ de Roon 25’ Malinovs'kyj 28’ D. Zapata 30’ | Marcatori | 8’ Torregrossa 83’ Špalek |

| Arbitro: | Abbattista (Molfetta) |

|                   |           |          |
| Zmrhal 69’, 90+3’ | Marcatori | 42’ Dabo |

| Arbitro: | Maresca (Napoli) |

|                                |           |             |
| Lapadula 22’, 32’ Saponara 70’ | Marcatori | 63’ Dessena |

| Arbitro: | Maggioni (Lecco) |

|             |           |                            |
| Dessena 62’ | Marcatori | 59’ Darmian 81’ Kulusevski |

| Arbitro: | Massimi (Termoli) |

|                         |           |  |
| Correa 17’ Immobile 82’ | Marcatori |  |

| Arbitro: | Fabbri (Ravenna) |

|                        |           |           |
| Torregrossa 49’ (rig.) | Marcatori | 41’ Léris |

### Coppa Italia
| Arbitro: | Piccinini (Forlì) |

|                                |           |                   |
| Melchiorri 90+3’ Buonaiuto 98’ | Marcatori | 43’ A. Donnarumma |

## Statistiche

### Statistiche di squadra
| Competizione | Punti | In casa | In casa | In casa | In casa | In casa | In casa | In trasferta | In trasferta | In trasferta | In trasferta | In trasferta | In trasferta | Totale | Totale | Totale | Totale | Totale | Totale | DR  |
| Competizione | Punti | G       | V       | N       | P       | Gf      | Gs      | G            | V            | N            | P            | Gf           | Gs           | G      | V      | N      | P      | Gf     | Gs     | DR  |
| ------------ | ----- | ------- | ------- | ------- | ------- | ------- | ------- | ------------ | ------------ | ------------ | ------------ | ------------ | ------------ | ------ | ------ | ------ | ------ | ------ | ------ | --- |
| Serie A      | 25    | 19      | 3       | 5       | 11      | 21      | 34      | 19           | 3            | 2            | 14           | 14           | 45           | 38     | 6      | 7      | 25     | 35     | 79     | -44 |
| Coppa Italia |       | 0       | 0       | 0       | 0       | 0       | 0       | 1            | 0            | 0            | 1            | 1            | 2            | 1      | 0      | 0      | 1      | 1      | 2      | -1  |
| Totale       |       | 19      | 3       | 5       | 11      | 21      | 34      | 20           | 3            | 2            | 15           | 15           | 47           | 39     | 6      | 7      | 26     | 36     | 81     | -45 |

### Andamento in campionato
| Giornata  | 1 | 2  | 3  | 4  | 5  | 6  | 7  | 8  | 9  | 10 | 11 | 12 | 13 | 14 | 15 | 16 | 17 | 18 | 19 | 20 | 21 | 22 | 23 | 24 | 25 | 26 | 27 | 28 | 29 | 30 | 31 | 32 | 33 | 34 | 35 | 36 | 37 | 38 |
| --------- | - | -- | -- | -- | -- | -- | -- | -- | -- | -- | -- | -- | -- | -- | -- | -- | -- | -- | -- | -- | -- | -- | -- | -- | -- | -- | -- | -- | -- | -- | -- | -- | -- | -- | -- | -- | -- | -- |
| Luogo     | T | T  | C  | T  | C  | T  | C  | C  | T  | C  | T  | C  | T  | C  | T  | C  | T  | C  | T  | C  | C  | T  | C  | T  | C  | T  | T  | C  | T  | C  | T  | C  | T  | C  | T  | C  | T  | C  |
| Risultato | V | P  | P  | V  | P  | P  | P  | N  | P  | P  | P  | P  | P  | P  | V  | V  | N  | P  | P  | N  | P  | P  | N  | P  | P  | P  | N  | N  | P  | V  | P  | P  | P  | V  | P  | P  | P  | N  |
| Posizione | 2 | 12 | 12 | 11 | 11 | 15 | 15 | 15 | 18 | 18 | 19 | 20 | 20 | 20 | 19 | 18 | 18 | 18 | 19 | 19 | 20 | 19 | 19 | 19 | 19 | 20 | 20 | 19 | 20 | 19 | 19 | 19 | 19 | 19 | 19 | 19 | 19 | 19 |

Fonte:  Serie A – Classifiche, su sport.sky.it, Sky Sport. URL consultato il 24 luglio 2019 (archiviato dall'url originale l'11 settembre 2014).
Legenda:

Luogo: C = Casa; T = Trasferta. Risultato: V = Vittoria; N = Pareggio; P = Sconfitta.

### Statistiche dei giocatori
| Giocatore      | Serie A  | Serie A | Serie A     | Serie A    | Coppa Italia | Coppa Italia | Coppa Italia | Coppa Italia | Totale   | Totale | Totale      | Totale     |
| Giocatore      | Presenze | Reti    | Ammonizioni | Espulsioni | Presenze     | Reti         | Ammonizioni  | Espulsioni   | Presenze | Reti   | Ammonizioni | Espulsioni |
| -------------- | -------- | ------- | ----------- | ---------- | ------------ | ------------ | ------------ | ------------ | -------- | ------ | ----------- | ---------- |
| E. Alfonso     | 4        | -4      | 0           | 0          | 0            | 0            | 0            | 0            | 4        | -4     | 0           | 0          |
| L. Andrenacci  | 6        | -16     | 0           | 0          | -            | -            | -            | -            | 6        | -16    | 0           | 0          |
| F. Ayé         | 22       | 0       | 2           | 1          | 1            | 0            | 0            | 0            | 23       | 0      | 2           | 1          |
| M. Balotelli   | 19       | 5       | 6           | 1          | 0            | 0            | 0            | 0            | 19       | 5      | 6           | 1          |
| D. Bisoli      | 25       | 1       | 6           | 0          | 1            | 0            | 1            | 0            | 26       | 1      | 7           | 0          |
| B. Bjarnason   | 13       | 0       | 1           | 0          | -            | -            | -            | -            | 13       | 0      | 1           | 0          |
| J. Chancellor  | 26       | 3       | 3           | 0          | 1            | 0            | 0            | 0            | 27       | 3      | 3           | 0          |
| A. Cistana     | 21       | 1       | 3           | 0          | 0            | 0            | 0            | 0            | 21       | 1      | 3           | 0          |
| F. Curcio      | 1        | 0       | 0           | 0          | 1            | 0            | 0            | 0            | 2        | 0      | 0           | 0          |
| D. Dessena     | 24       | 2       | 5           | 1          | 0            | 0            | 0            | 0            | 24       | 2      | 5           | 1          |
| A. Donnarumma  | 31       | 7       | 1           | 0          | 1            | 1            | 0            | 0            | 32       | 8      | 1           | 0          |
| D. Gastaldello | 8        | 0       | 1           | 0          | 0            | 0            | 0            | 0            | 8        | 0      | 1           | 0          |
| A. Ghezzi      | 5        | 0       | 0           | 0          | 0            | 0            | 0            | 0            | 5        | 0      | 0           | 0          |
| J. Joronen     | 29       | -59     | 1           | 0          | 1            | -2           | -            | -            | 30       | -61    | 1           | 0          |
| G. Magnani     | 2        | 0       | 2           | 0          | 1            | 0            | 0            | 0            | 3        | 0      | 2           | 0          |
| M. Mangraviti  | 13       | 0       | 2           | 0          | 0            | 0            | 0            | 0            | 13       | 0      | 2           | 0          |
| B. Martella    | 24       | 0       | 3           | 0          | 0            | 0            | 0            | 0            | 24       | 0      | 3           | 0          |
| A. Matějů      | 31       | 0       | 8           | 1          | 1            | 0            | 0            | 0            | 32       | 0      | 8           | 1          |
| A. Matri       | 8        | 0       | 1           | 1          | -            | -            | -            | -            | 8        | 0      | 1           | 1          |
| L. Morosini    | 3        | 0       | 0           | 0          | 0            | 0            | 0            | 0            | 3        | 0      | 0           | 0          |
| E. Ndoj        | 18       | 0       | 2           | 0          | 0            | 0            | 0            | 0            | 18       | 0      | 2           | 0          |
| A. Papetti     | 11       | 1       | 4           | 0          | 0            | 0            | 0            | 0            | 11       | 1      | 4           | 0          |
| Rômulo         | 22       | 1       | 3           | 0          | -            | -            | -            | -            | 22       | 1      | 3           | 0          |
| S. Sabelli     | 36       | 0       | 5           | 0          | 1            | 0            | 0            | 0            | 37       | 0      | 5           | 0          |
| A. Semprini    | 12       | 1       | 2           | 0          | 0            | 0            | 0            | 0            | 12       | 1      | 2           | 0          |
| S. Skrabb      | 10       | 0       | 1           | 0          | -            | -            | -            | -            | 10       | 0      | 1           | 0          |
| N. Spalek      | 25       | 2       | 5           | 0          | 1            | 0            | 0            | 0            | 26       | 2      | 5           | 0          |
| S. Tonali      | 35       | 1       | 8           | 0          | 1            | 0            | 0            | 0            | 36       | 1      | 8           | 0          |
| E. Torregrossa | 25       | 7       | 8           | 0          | 1            | 0            | 0            | 0            | 26       | 7      | 8           | 0          |
| L. Tremolada   | 1        | 0       | 0           | 0          | 1            | 0            | 0            | 0            | 2        | 0      | 0           | 0          |
| M. Viviani     | 8        | 0       | 0           | 0          | 1            | 0            | 0            | 0            | 9        | 0      | 0           | 0          |
| J. Zmrhal      | 21       | 2       | 0           | 0          | 1            | 0            | 0            | 0            | 22       | 2      | 0           | 0          |